# Sebani (Pandaan)
Sebani is een bestuurslaag in het regentschap Pasuruan van de provincie Oost-Java, Indonesië. Sebani telt 4182 inwoners (volkstelling 2010).